# ميجومو يوشيدا
ميجومو يوشيدا (باليابانية: 吉田 恵) (13 أبريل 1973 في آيتشي في اليابان – )؛ هو لاعب كرة قدم ياباني سابق كان يلعب كمدافع.

## وصلات خارجية
- ميجومو يوشيدا على موقع رابطة كرة القدم اليابانية للمحترفين (اليابانية)
- ميجومو يوشيدا على موقع قاعدة بيانات كرة القدم.إي يو (الإنجليزية)
- ميجومو يوشيدا على موقع Soccerway.com (الإنجليزية)
- ميجومو يوشيدا على موقع عالم كرة القدم.نت (الإنجليزية)